# لیتلتن، ویرجینیای غربی
لیتلتن(به انگلیسی: Littleton) شهری در ایالت ویرجینیای غربی کشور ایالات متحده آمریکا است که جمعیت آن در سرشماری سال ۲۰۱۰ میلادی، ۱۹۸ نفر بوده‌است.